# Lost (пісня Linkin Park)
Lost (укр. Загублений) — пісня американського рок-гурту Linkin Park. Записаний під час роботи над другим студійним альбомом гурту «Meteora». Офіційно вийшов 10 лютого 2023 року як перший сингл із перевидання альбому, присвяченого 20-річчю виходу оригінальної платівки.

## Історія
Пісня була спочатку записана у 2002 році, коли Linkin Park записували матеріал для свого другого студійного альбому «Meteora», але у фінальний список композицій вона не увійшла, бо, за словами Майка Шиноди, за стилем та інтенсивністю вона була схожа на «Numb».
Після того, як гурт натякнув на випуск матеріалу в другій половині січня 2023 року, розпочавши зворотний відлік на своєму вебсайті, пісня офіційно вийшла 10 лютого 2023 року в рамках промоції до 20-ї річниці випуску альбому «Meteora».
Майк Шинода писав:
|  | Знайти "Lost" було все одно, що знайти улюблену фотографію, про яку ви забули, ніби вона чекала відповідного моменту, щоб з'явитися. |

За словами Шиноди, фанати роками просили пісні, у яких звучить голос покійного головного вокаліста Честера Беннінгтона.

### Стиль
«Lost» описують як пісню в стилі ню-метал з елементами електроніки. Було зазначено, що «Lost'» схожий на «Breaking the Habit» та «Numb».

### Відеокліп
10 лютого 2023 року гурт випустив створене штучним інтелектом Kaiber відео на цю пісню, натхненне аніме. У ньому використовуються кадри з концерту «Live in Texas», документального фільму «The Making of Meteora», а також відео з музичних кліпів гурту «New Divide», «Somewhere I Belong» та «Breaking the Habit». Режисерами відео стали цифрова художниця Емілі «pplpleasr» Янг та Мацей Куціара.

## Учасники запису
У записі синглу взяли участь:
- Честер Беннінгтон — вокал
- Майк Шинода — бек-вокал, клавішні, семплер
- Бред Делсон — гітари
- Джо Хан — вертушки, семпли
- Роб Бурдон — ударні
- Дейв Фаррелл — бас-гітара